# Jeffrey Hoogland
Pour les articles homonymes, voir Hoogland.
Jeffrey Hoogland, né le 16 mars 1993 à Nijverdal, est un coureur cycliste néerlandais. Spécialiste des épreuves de vitesse sur piste, il est notamment  champion olympique de vitesse par équipes et médaillé d'argent de la vitesse individuelle lors des Jeux de 2020, puis à nouveau par équipes en 2024. Il est également champion du monde du kilomètre en 2018, 2021, 2022 et 2023, ainsi que de la vitesse par équipes en 2018, 2019, 2020, 2021, 2023 et 2024. Il compte de multiples titres de champion d'Europe. Depuis le 31 octobre 2023, il détient le record du kilomètre contre-la-montre en 55 s 433, après avoir amélioré le temps établi dix ans plus tôt par François Pervis sur le même vélodrome d'Aguascalientes.

## Biographie
Jeffrey Hoogland commence à faire du vélo en tant que coureur de BMX. En 2011, il participe aux championnats du monde juniors de la discipline. Depuis lors, il se concentre sur la piste. Dans sa première année sur piste, il termine septième du keirin, ainsi qu'à la huitième place de la vitesse et du kilomètre contre-la-montre aux championnats des Pays-Bas sur piste de 2012.
En 2013, Hoogland obtient la médaille de bronze en championnat d'Europe de vitesse par équipes espoirs avec Hugo Haak et Matthijs Büchli. La même année, il est vice-champion des Pays-Bas de vitesse et du kilomètre et troisième du keirin. En 2014, il est champion d'Europe de vitesse par équipes espoirs avec Matthijs Büchli et Nils van 't Hoenderdaal et champion des Pays-Bas du kilomètre
Lors de l'année 2015, il devient champion d'Europe de vitesse espoirs. Lors du championnat d'Europe élites disputé quelques semaines après, il est triple champion d'Europe en vitesse, kilomètre et vitesse par équipes (avec Nils van 't Hoenderdaal et Hugo Haak).
Aux mondiaux 2016, il est vice-champion du monde de vitesse par équipes. En août, il est sélectionné pour participer aux Jeux olympiques de Rio de Janeiro. En vitesse par équipes, il termine sixième avec Theo Bos et van 't Hoenderdaal. Il est ensuite onzième du tournoi de vitesse individuelle. 
En 2017, il est à nouveau vice-champion du monde de vitesse par équipes avec Harrie Lavreysen et Matthijs Büchli. Lors des championnats d'Europe de la même année, il remporte trois médailles : l'or au kilomètre, l'argent en vitesse et le bronze en vitesse par équipes.
L'année suivante, en 2018 il devient double champion du monde, à domicile, à Apeldoorn. Il est titré en vitesse par équipes puis sur le kilomètre, où il bat le record officieux d'un kilomètre départ arrêté couru au niveau de la mer, avec un temps de 59,459 secondes. Au mois d'août, il devient champion d'Europe de vitesse.
Après avoir remporté trois fois la vitesse par équipes lors des manches de Coupe du monde, il est de nouveau champion du monde de vitesse par équipes en 2019 (avec Lavreysen, Roy van den Berg et Matthijs Büchli). Régulièrement battu en Coupe du monde par son compatriote Harrie Lavreysen, celui-ci le domine une nouvelle fois en finale de la vitesse des mondiaux. En août 2019, il s'essaye au VTT et se classe huitième du cross-country eliminator aux mondiaux de cyclisme urbain 2019, après avoir réalisé le meilleur temps des qualifications,.
En octobre 2019, devant son public à Apeldoorn, il est pour la troisième FOIS champion d'Europe de vitesse en battant en finale son rival Harrie Lavreysen. Il est également sacré pour la troisième FOIS champion d'Europe de vitesse par équipes. Aux mondiaux 2020, il obtient les mêmes résultats qu'en 2019 : troisième titre consécutif en vitesse par équipes et médaille d'argent en vitesse individuelle derrière Lavreysen.
Lors des Jeux de Tokyo 2020, il devient champion olympique de vitesse par équipes et médaillé d'argent de la vitesse individuelle, battu une nouvelle fois en finale par Harrie Lavreysen. En octobre 2021, il gagne quatre médailles, dont trois titres aux championnats d'Europe : or sur le kilomètre, en keirin et en vitesse par équipes, et argent derrière Lavreysen en vitesse individuelle. Pendant la compétition, un incendie chez ses parents à Nijverdal brûle plusieurs de ses vélos et autres effets personnels, notamment le BMX, sur lequel il a remporté le titre mondial dans sa jeunesse. Deux semaines plus tard, aux mondiaux de Roubaix, il rentre dans l'histoire en étant le premier coureur à remporter des médailles dans les quatre disciplines du sprint lors d'une même édition. Il gagne deux médailles d'or sur le kilomètre et la vitesse par équipes, ainsi que deux médailles d'argent en keirin et en vitesse individuelle, devancé à chaque fois par Lavreysen. Il porte son total à 12 médailles mondiales (6 en or et 6 en argent).

## Vie privée
Jeffrey Hoogland est en couple avec Shanne Braspennincx depuis 2019.

## Palmarès

### Jeux olympiques
| Édition / Épreuve | Keirin | Vitesse individuelle | Vitesse par équipes |
| Rio 2016          |        | 11e                  | 6e                  |
| Tokyo 2020        |        | Or                   | Argent              |
| Paris 2024        | 13e    | 4e                   | Or                  |

### Championnats du monde
| Édition / Épreuve              | Kilomètre | Keirin | Vitesse individuelle | Vitesse par équipes                               |
| Minsk 2013                     |           |        | 35e                  | 10e                                               |
| Cali 2014                      |           |        | 7e                   | 8e                                                |
| Saint-Quentin-en-Yvelines 2015 |           |        | 4e                   | 5e                                                |
| Londres 2016                   |           |        | 9e                   | Argent                                            |
| Hong Kong 2017                 |           |        |                      | Argent                                            |
| Apeldoorn 2018                 | Or        |        | 9e                   | Or (avec Büchli, Lavreysen et van 't Hoenderdaal) |
| Pruszków 2019                  |           |        | Argent               | Or (avec Büchli, Lavreysen et van den Berg)       |
| Berlin 2020                    |           | 7e     | Argent               | Or (avec Büchli, Lavreysen et van den Berg)       |
| Roubaix 2021                   | Or        | Argent | Argent               | Or (avec Lavreysen et van den Berg)               |
| Saint-Quentin-en-Yvelines 2022 | Or        | Argent | 7e                   | Argent                                            |
| Glasgow 2023                   | Or        | 6e     | 16e                  | Or (avec Lavreysen et van den Berg)               |
| Ballerup 2024                  | Argent    | 6e     | Argent               | Or (avec Lavreysen et van den Berg)               |

### Coupe du monde
- 2014-2015
  - 1er de la vitesse  à Londres
  - 2e de la vitesse  à Cali
  - 2e de la vitesse par équipes à Cali
- 2015-2016
  - 2e de la vitesse à Cali
  - 3e de la vitesse par équipes à Cali
- 2017-2018
  - 1er de la vitesse à Milton
  - 1er de la vitesse par équipes à Pruszków (avec Harrie Lavreysen et Nils van 't Hoenderdaal)
  - 3e de la vitesse par équipes à Manchester
- 2018-2019
  - 1er de la vitesse par équipes à Saint-Quentin-en-Yvelines (avec Roy van den Berg et Sam Ligtlee)
  - 1er de la vitesse par équipes à Milton (avec Nils van 't Hoenderdaal, Harrie Lavreysen et Sam Ligtlee)
  - 1er de la vitesse par équipes à Berlin (avec Nils van 't Hoenderdaal, Harrie Lavreysen et Sam Ligtlee)
  - 1er de la vitesse par équipes à Londres  (avec Roy van den Berg, Matthijs Büchli et Harrie Lavreysen)
  - 3e de la vitesse à Saint-Quentin-en-Yvelines
  - 3e de la vitesse à Milton
  - 3e de la vitesse à Londres
- 2019-2020
  - 1er de la vitesse par équipes à Minsk (avec Nils van 't Hoenderdaal, Harrie Lavreysen et Sam Ligtlee)
  - 1er de la vitesse par équipes à Glasgow (avec Nils van 't Hoenderdaal, Harrie Lavreysen et Sam Ligtlee)
  - 1er de la vitesse par équipes à Hong Kong (avec Roy van den Berg et Harrie Lavreysen)
  - 2e de la vitesse à Minsk
  - 2e de la vitesse à Glasgow
  - 2e de la vitesse à Hong Kong

### Coupe des nations
- 2022
  - 1er de la vitesse par équipes à Milton (avec Sam Ligtlee, Roy van den Berg et Tijmen van Loon)
  - 2e de la vitesse individuelle à Milton
  - 3e de la vitesse individuelle à Cali
- 2023
  - 1er de la vitesse par équipes au Caire
  - 2e de la vitesse par équipes à Jakarta
- 2024
  - 1er de la vitesse par équipes à Milton
  - 2e du keirin à Milton

### Ligue des champions
- 2021
  - 2e du keirin à Panevėžys
  - 3e de la vitesse à Palma
- 2024
  - 3e de la vitesse à Apeldoorn (I)
  - 3e de la vitesse à Londres (I)
  - 3e de la vitesse à Londres (II)

### Championnats d'Europe
| Édition / Épreuve      | Kilomètre | Keirin | Vitesse individuelle | Vitesse par équipes                                     |
| Anadia 2013 (espoirs)  |           |        |                      | Bronze                                                  |
| Anadia 2014 (espoirs)  |           | 4e     | Argent               | Or (avec Büchli et van 't Hoenderdaal)                  |
| Athènes 2015 (espoirs) |           | 7e     | Or                   |                                                         |
| Granges 2015           | Or        |        | Or                   | Or (avec Haak et van 't Hoenderdaal)                    |
| Berlin 2017            | Or        |        | Argent               | Bronze (avec Lavreysen et Büchli)                       |
| Glasgow 2018           |           |        | Or                   | Or (avec Lavreysen, van den Berg et van 't Hoenderdaal) |
| Apeldoorn 2019         |           |        | Or                   | Or (avec Lavreysen, van den Berg et Büchli)             |
| Granges 2021           | Or        | Or     | Argent               | Or (avec Lavreysen, van den Berg et Ligtlee)            |
| Munich 2022            |           |        |                      | Or (avec Lavreysen et van den Berg)                     |
| Granges 2023           | Or        | Bronze | 8e                   | Or (avec Lavreysen, van den Berg et van Loon)           |
| Apeldoorn 2024         |           | 9e     | 4e                   | Or (avec Lavreysen, van den Berg et van Loon)           |

### Jeux européens
| Édition / Épreuve | Vitesse individuelle | Vitesse par équipes |
| Minsk 2019        | Or                   | Or                  |

### Championnats nationaux
- Champion des Pays-Bas du kilomètre en 2014 et 2024
- Champion des Pays-Bas de vitesse par équipes en 2015 et 2016